# عقب‌نشینی (فیلم ۲۰۱۱)
عقب‌نشینی (به انگلیسی: Retreat) فیلمی محصول سال ۲۰۱۱ و به کارگردانی کارل تیبتس است. در این فیلم بازیگرانی همچون کیلین مورفی، جیمی بل، تندی نیوتون و جیمی یوئیل ایفای نقش کرده‌اند.